# Cidariophanes zurra
Cidariophanes zurra là một loài bướm đêm trong họ Geometridae.